# Twilight Imperium
Twilight Imperium è un gioco da tavolo creato da Christian T. Petersen distribuito in quattro edizioni nel 1997, 2000, 2005 e 2017 dall'editore statunitense Fantasy Flight Games. Per la realizzazione della quarta edizione (l'unica tra le altre ad essere stata tradotta in italiano) hanno collaborato con Petersen il creatore di Star Wars Rebellion Corey Konieczka e il co-scrittore di Eldritch Horror Dane Beltrami.

## Ambientazione
Per migliaia di anni la galassia è stata governata dall'Impero Lazax e il loro pianeta-capitale Mecatol Rex era considerato l'apice della civiltà. Dopo aver raggiunto l'apogeo i Lazax hanno iniziato una decadenza che ha attraversato molti secoli e li ha portati prima a perdere il loro potere ed infine allo sterminio ad opera delle varie razze rivali.
Dopo secoli di caos e di incertezza è giunto per la galassia il momento di essere nuovamente unificata sotto il controllo di una sola razza egemone, ed ogni fazione cercherà di prevalere sull'altra sfruttando tutto il proprio potenziale politico, economico e, se necessario, militare.

## Meccaniche
Il gioco può essere giocato da un minimo di 3 fino ad un massimo di 6 giocatori (8 con l'espansione 'Shattered Empires'). I giocatori scelgono (casualmente o volontariamente) le razze da giocare e poi costruiscono la mappa piazzando a turno gli esagoni dei pianeti coperti, Mecatol Rex deve andare al centro della galassia mentre i sistemi nativi delle varie razze vengono collocati nei sei vertici dell'esagono della mappa.
Nel gioco sono presenti otto carte strategia che consentono di svolgere le azioni possibili nel gioco, queste carte hanno un ordine ben preciso e sono:
- 1 - Iniziativa
- 2 - Diplomazia
- 3 - Politica
- 4 - Logistica
- 5 - Commercio
- 6 - Guerra
- 7 - Tecnologia
- 8 - Impero

All'inizio di ogni turno i giocatori scelgono le carte strategia su cui sono riportate le azioni che ogni giocatore può fare in quel turno, queste carte determinano anche l'ordine in cui i giocatori potranno fare le loro azioni. Ogni carta contiene un'azione primaria che può essere svolta solo dal giocatore che ha scelto quella carta e un'azione secondaria (meno potente) di cui possono usufruire anche tutti gli altri giocatori.
Nuove unità e nuove tecnologie diventano sempre più evolute diventano disponibili lungo la partita e possono essere acquistate in cambio di risorse e beni di commercio, il commercio avviene grazie a delle speciali carte dedicate.
Il combattimento è basato sull'utilizzo di dadi a 10 facce insieme all'uso di carte particolari.
Durante i turni vengono girate anche carte con proposte di legge che devono essere votate dai giocatori, se la proposta viene approvata le regole del gioco saranno pesantemente influenzate. Il sistema dei voti è basato sull'influenza politica che ogni giocatore esercita sui pianeti in gioco, in pratica il numero dei voti di un giocatore dipende strettamente dalla quantità di pianeti controllati, più pianeti si controllano più voti si avranno e più il proprio parere peserà durante le sedute del consiglio galattico. È possibile, ma molto difficile, anche cancellare leggi già approvate.
Alla fine di ogni round i giocatori possono dichiarare e dimostrare di aver raggiunto certi obbiettivi e guadagnato dei punti vittoria, se al termine di un round un giocatore ha raggiunto un totale di 10 punti vittoria quel giocatore viene dichiarato Imperatore Galattico e vince la partita. Tuttavia è possibile vincere il gioco anche senza aver raggiunto i dieci PV tramite degli obbiettivi secondari.
Complessivamente una partita occupa un tempo di gioco variabile a seconda del numero dei giocatori. Una partita in tre giocatori può durare dalle due ore in su; le partite in sei giocatori difficilmente durano meno di quattro ore e si arriva facilmente a superare le cinque e a volte anche le sei. Se si gioca con le espansioni (in particolare Shattered Empire che consente di aumentare il numero di giocatori fino a 8) la partita può durare anche di più.

## Razze
Nel gioco ogni giocatore impersona una delle razze presenti nel gioco: ogni razza ha caratteristiche proprie, punti di forza e punti deboli che devono essere sfruttati al meglio dal giocatore per poter ottenere la vittoria. Ad esempio gli Hacan sono una razza aliena dall'aspetto simile a dei leoni antropomorfi e sono molto abili nel commercio, mentre gli Xxcha sono molto influenti nelle fasi diplomatiche.
Le razze presenti nel gioco base della quarta edizione sono:
- Arborec
- Baronia Letnev
- Braci di Muaat
- Clan dei Saar
- Coalizione Mentak
- Collettivo Naalu
- Confraternita di Yin
- Emirati Hacan
- Fantasmi di Creuss
- Federazione di Sol
- N'orr di Sardakk
- Regno Xxcha
- Rete Mentale L1z1x
- Tribù Yssaril
- Università di Jol-Nar
- Virus Nekro
- Winnu

## Differenze tra le edizioni
Le quattro edizioni di Twilight Imperium non sono identiche tra loro: tra le prime due le differenze sono trascurabili, mentre tra la seconda e la terza gli autori hanno apportato numerose modifiche recependo le critiche e i suggerimenti degli appassionati. La quarta edizione rende più fluido lo svolgimento dei turni riducendo, seppur di poco, il tempo per completare una partita. Quest'ultima edizione è attualmente l'unica pubblicata in lingua italiana.

## Lista dei giochi e delle espansioni

### Prima edizione
- 1997 - Twilight Imperium
  - 1997 - Twilight Imperium: Borderlands
  - 1998 - Twilight Imperium: Twilight Armada
  - 1998 - Twilight Imperium: Distant Suns
  - 1998 - Twilight Imperium: The Outer Rim

### Seconda edizione
- 2000 - Twilight Imperium 2nd Edition
  - 2001 - Twilight Imperium: Hope's End

### Terza edizione
- 2005 - Twilight Imperium 3rd Edition
  - 2006 - Twilight Imperium 3rd Edition - Shattered Empire
  - 2011 - Twilight Imperium 3rd Edition - Shards of the Throne

### Quarta edizione
- 2017 - Twilight Imperium 4ª Edizione
  - 2020 - Twilight Imperium 4ª Edizione - La Profezia dei Re[3]

### Spin-off
- 2001 - Twilight Imperium: Armada
  - 2001 - Twilight Imperium: Armada: Stellar Matter
  - 2004 - Twilight Imperium: Armada: Incursion
- 2012 - Rex: Final days of an Empire